# Billy Bryant
William „Billy” Bryant (ur. 26 listopada 1911, zm. 1975) – angielski piłkarz, który występował na pozycji napastnika.
Grał w Wolverhampton Wanderers, Wrexham, Manchesterze United i Bradford City. Jako zawodnik United w latach 1934–1939 zdobył łącznie 42 bramki w 157 meczach ligowych i pucharowych.